# Le Reculey
Le Reculey est une ancienne commune française, située dans le département du Calvados en région Normandie, devenue le 1er janvier 2016 une commune déléguée au sein de la commune nouvelle de Souleuvre en Bocage.
Elle est peuplée de 288 habitants.

## Géographie
La commune est au cœur du Bocage virois. Son bourg est à 4 km au sud du Bény-Bocage, à 5 km au nord-est de La Graverie et à 9 km au nord de Vire.
Le Reculey est dans le bassin de la Vire, par son affluent le ruisseau des Haises qui délimite le territoire au nord. Son propre affluent, le ruisseau de la Planche Vittard, marque quant à lui la limite avec La Graverie à l'ouest et au sud et reçoit les eaux de deux modestes ruisseaux parcourant le territoire, dont l'un borde le bourg par le nord.
Le point culminant (157 m) se situe en limite sud-est, près du lieu-dit Montcoq. Le point le plus bas (86 m) correspond à la sortie du ruisseau des Haises du territoire, au nord-ouest. La commune est bocagère.
| Le Bény-Bocage (comm. nouv. de Souleuvre en Bocage) | Le Bény-Bocage (comm. nouv. de Souleuvre en Bocage) | Beaulieu (comm. nouv. de Souleuvre en Bocage) |
| La Graverie (comm. nouv. de Souleuvre en Bocage)    | du Reculey                                          | Beaulieu (comm. nouv. de Souleuvre en Bocage) |
| La Graverie (comm. nouv. de Souleuvre en Bocage)    | La Graverie (comm. nouv. de Souleuvre en Bocage)    | Le Désert (comm. nouv. de Valdallière)        |

## Toponymie
Le nom de la localité est attesté sous la forme Reculeium en 1210. Le toponyme est issu de reculé, qui en ancien français avait le sens actuel, désignant donc un endroit isolé,.

## Histoire
Le 1er janvier 2016, Le Reculey intègre avec dix-neuf autres communes la commune de Souleuvre-en-Bocage créée sous le régime juridique des communes nouvelles instauré par la loi no 2010-1563 du 16 décembre 2010 de réforme des collectivités territoriales. Les communes de Beaulieu, Le Bény-Bocage, Bures-les-Monts, Campeaux, Carville, Étouvy, La Ferrière-Harang, La Graverie, Malloué, Montamy, Mont-Bertrand, Montchauvet, Le Reculey, Saint-Denis-Maisoncelles, Sainte-Marie-Laumont, Saint-Martin-des-Besaces, Saint-Martin-Don, Saint-Ouen-des-Besaces, Saint-Pierre-Tarentaine et Le Tourneur deviennent des communes déléguées et Le Bény-Bocage est le chef-lieu de la commune nouvelle.

## Politique et administration
| Période                                  | Période       | Identité          | Étiquette | Qualité                         |
| ---------------------------------------- | ------------- | ----------------- | --------- | ------------------------------- |
| juin 1995                                | décembre 2015 | Alain Declomesnil | DVD       | Agriculteur, conseiller général |
| Les données manquantes sont à compléter. |               |                   |           |                                 |

Le conseil municipal était composé de onze membres dont le maire et deux adjoints. Ces conseillers intègrent au complet le conseil municipal de Souleuvre-en-Bocage le 1er janvier 2016 jusqu'en 2020 et Alain Declomesnil est élu maire de la commune nouvelle et devient également maire délégué du Reculey.

## Démographie
En 2022, la commune comptait 288 habitants. Depuis 2004, les enquêtes de recensement dans les communes de moins de 10 000 habitants ont lieu tous les cinq ans (en 2006, 2011, 2016, etc. pour Le Reculey) et les chiffres de population municipale légale des autres années sont des estimations.
Le Reculey comptait 386 habitants lors du premier recensement républicain en 1793, population jamais atteinte depuis.
| 1793 | 1800 | 1806 | 1821 | 1831 | 1836 | 1841 | 1846 | 1851 |
| ---- | ---- | ---- | ---- | ---- | ---- | ---- | ---- | ---- |
| 386  | 315  | 321  | 369  | 325  | 362  | 343  | 355  | 322  |

| 1856 | 1861 | 1866 | 1872 | 1876 | 1881 | 1886 | 1891 | 1896 |
| ---- | ---- | ---- | ---- | ---- | ---- | ---- | ---- | ---- |
| 311  | 299  | 300  | 265  | 296  | 268  | 264  | 242  | 227  |

| 1901 | 1906 | 1911 | 1921 | 1926 | 1931 | 1936 | 1946 | 1954 |
| ---- | ---- | ---- | ---- | ---- | ---- | ---- | ---- | ---- |
| 235  | 240  | 214  | 203  | 205  | 196  | 218  | 214  | 217  |

| 1962 | 1968 | 1975 | 1982 | 1990 | 1999 | 2006 | 2011 | 2016 |
| ---- | ---- | ---- | ---- | ---- | ---- | ---- | ---- | ---- |
| 206  | 187  | 165  | 179  | 169  | 200  | 243  | 263  | 276  |

| 2019 | - | - | - | - | - | - | - | - |
| ---- | - | - | - | - | - | - | - | - |
| 279  | - | - | - | - | - | - | - | - |

## Lieux et monuments
- Église Saint-Ouen (XVIIIe siècle), abritant un tableau du XVIIe classé à titre d'objet aux Monuments historiques[12]. Elle ne comporte qu'un seul bras de transept de dimension modeste. Sur le clocher, situé à l'ouest, est inscrite la date de construction (1776). Dans la chapelle nord, un autel de bois provenant de la chapelle primitive de Notre-Dame-du-Bocage, alors Notre-Dame-de-Bons-Secours, est daté de 1828. L'église porte le nom d'Ouen de Rouen (Sanctus Audoenus Rotomagensis), évêque de Rouen. Autrefois, le jour de la Saint-Ouen, le 24 août, se tenait une foire au Reculey.
- La chapelle Notre-Dame-du-Bocage a été érigée en 1874 à l'emplacement où le docteur virois Jean-Baptiste Lecreps avait fondé un oratoire dédié à la Vierge en 1828, à la suite de sa guérison qu'il avait jugée miraculeuse en 1822[13].

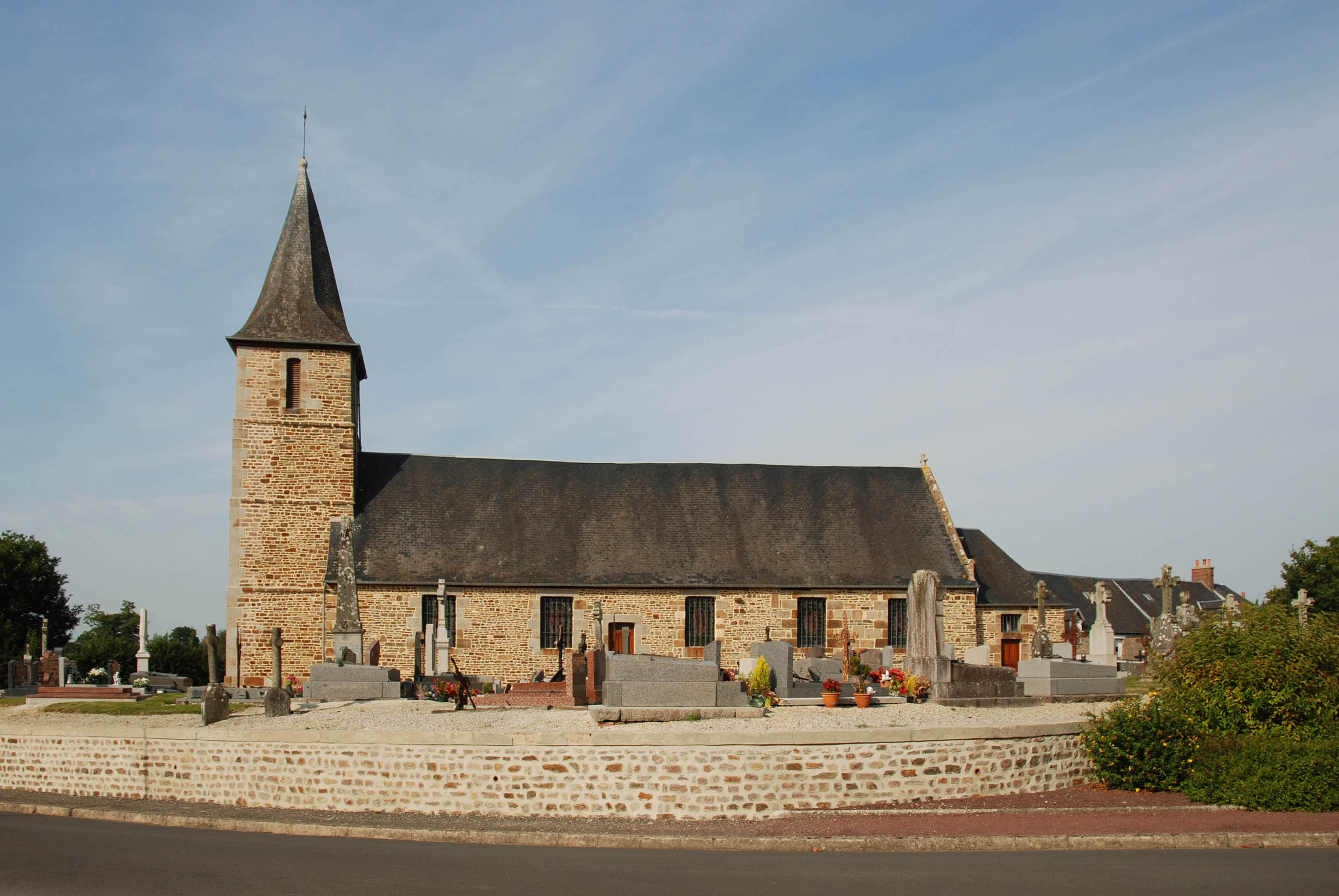
L'église Saint-Ouen.
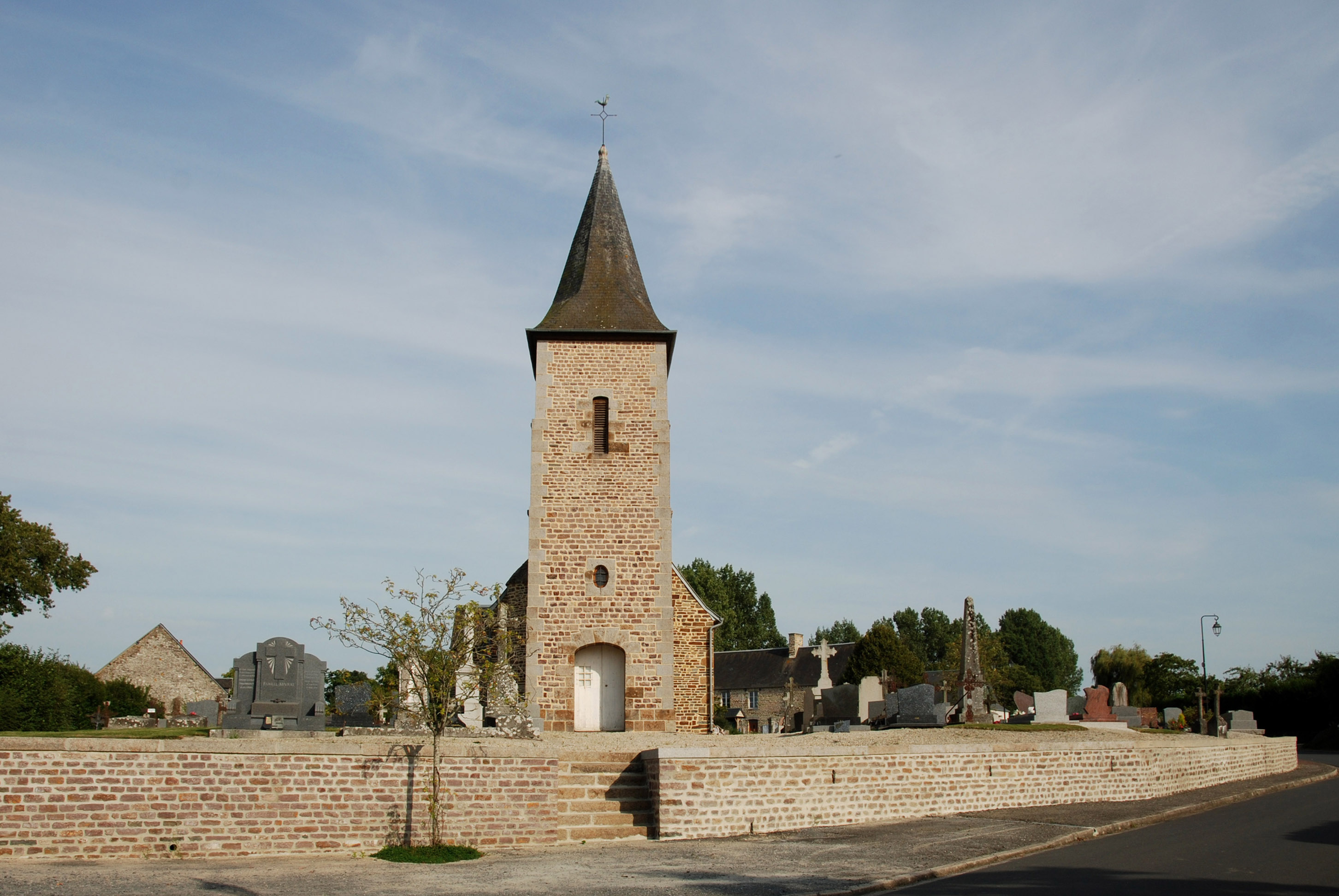
Le clocher de l'église Saint-Ouen.
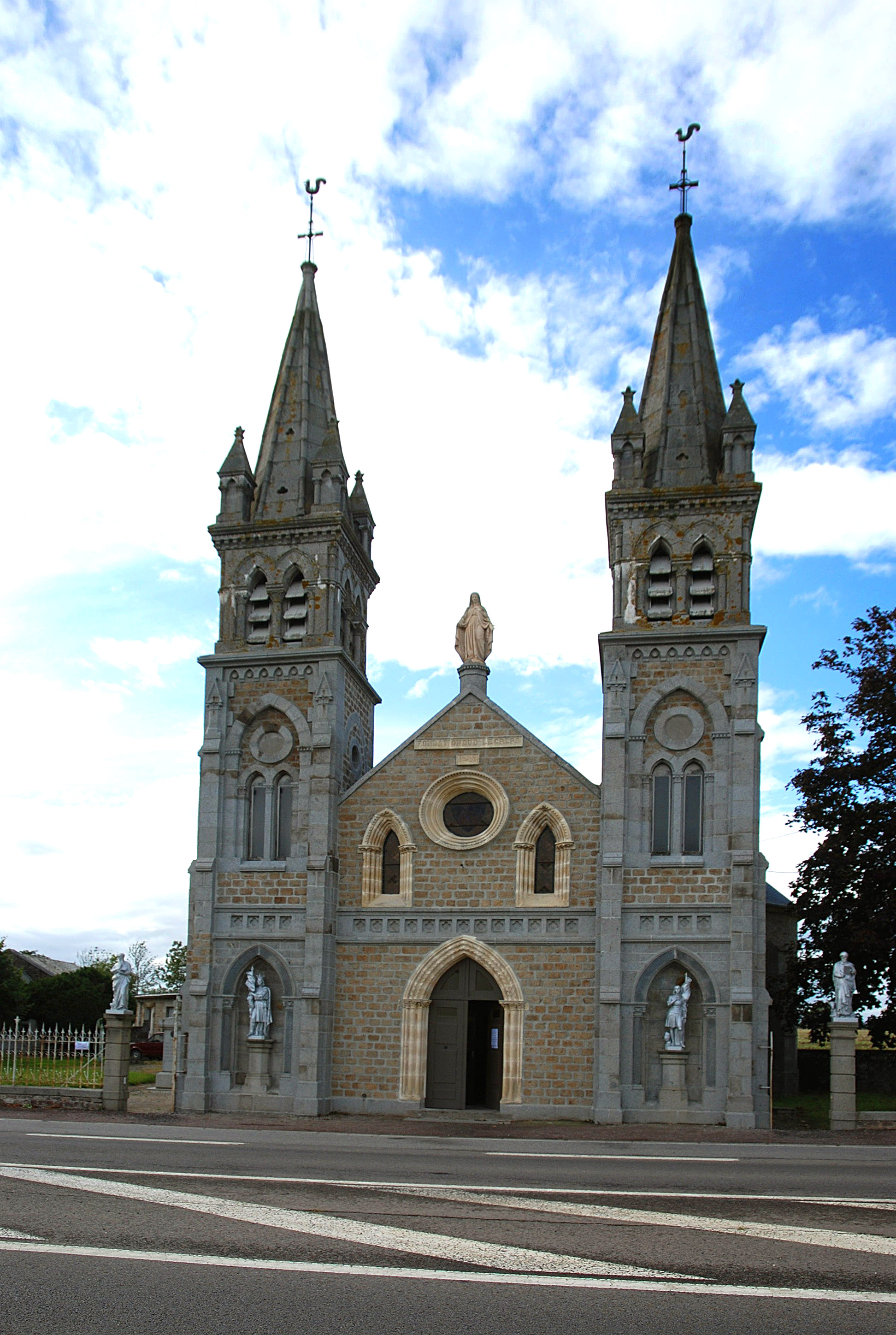
La chapelle Notre-Dame du Bocage.

## Personnalités liées
- Jean-Baptiste Lecreps (1789-1841), médecin des hospices de Vire, fondateur du site de Notre-Dame du Bocage.
- Charles Amand (1923 au Reculey-2006), producteur d'andouilles.